# Жерновецкий сельсовет
Жернове́цкий сельсовет — муниципальное образование со статусом сельского поселения в Касторенском районе Курской области Российской Федерации.
Административный центр — село Жерновец.

## История
Статус и границы сельсовета установлены Законом Курской области от 21 октября 2004 года № 48-ЗКО «О муниципальных образованиях Курской области».

## Население
| 2002 | 2010 | 2012 | 2013 | 2014 | 2015 | 2016 |
| ---- | ---- | ---- | ---- | ---- | ---- | ---- |
| 655  | ↘502 | ↘481 | ↘463 | ↘452 | ↘432 | ↘417 |
| 2017 | 2018 | 2019 | 2020 | 2021 |      |      |
| ↘405 | ↘392 | ↘384 | ↘383 | ↗421 |      |      |

## Состав сельского поселения
| № | Населённый пункт | Тип населённого пункта       | Население |
| - | ---------------- | ---------------------------- | --------- |
| 1 | Жерновец         | село, административный центр | ↘472      |
| 2 | Матвеевка        | деревня                      | ↘30       |